# كيمة (الريف الغربي)
كيمة (بالفارسية: کیمه) هي منطقة سكنية تقع في إيران في قسم الريف الغربي الريفي. يقدر عدد سكانها بـ 1,648 نسمة .